# 豪斯凱夫 (紐約州)
豪斯凱夫（英語：Howes Cave）是位於美國紐約州斯科哈里縣的非建制地區。

## 歷史
豪斯凱夫的郵局自1867年營運至今。

## 地理
豪斯凱夫所處的海拔為高於海平面238米（即781英呎），而該地所採用的時區為UTC-5，即北美东部时区（EST）。同時該地設有夏令時間，為UTC-5調快一小時，即UTC-4（EDT）。